# Lee Moore (Politiker)
Sir Lee Llewellyn Moore (* 15. Februar 1939 in St. Kitts; † 6. Mai 2000 in New York City) war ein Politiker aus St. Kitts und Nevis.

## Biografie
Moore wurde 1967 zunächst Public-Relations-Berater von Premier Robert Bradshaw. Seine eigene politische Laufbahn begann er 1971, als er zum Abgeordneten der Nationalversammlung gewählt wurde, in der er bis 1984 die Interessen des Wahlkreises 4 (Old Road-Sandy Point, East) vertrat. Zwischen 1971 und 1979 war er auch Generalstaatsanwalt (Attorney General) in den Kabinetten von Bradshaw und Paul Southwell. Von 1978 bis zu seinem Tode war er auch Vorsitzender des Gewerkschaftsbundes (St. Kitts-Nevis Trades and Labour Union).
Als Southwell am 18. Mai 1979 verstarb, wurde Moore als Premier dessen Nachfolger als Regierungschef des Assoziierten Staates. Dieses Amt hatte er bis zum 21. Februar 1980 inne. Darüber hinaus war er zwischen 1979 und 1989 Vorsitzender der St. Kitts-Nevis Labour Party.
1995 wurde er Botschafter seines Landes bei den Vereinten Nationen in New York und behielt dieses Amt bis zu seinem Tode. Im Januar 2000 wurde er als Knight Commander des Order of St. Michael and St. George in den Adelsstand erhoben und führte seitdem den Namenszusatz „Sir“.